# TV Eye Live 1977
TV Eye Live 1977 (o TV Eye) è un album dal vivo del cantante Iggy Pop, pubblicato nel 1978.

## Tracce
1. T.V. Eye
2. Funtime
3. Sixteen
4. I Got a Right
5. Lust for Life
6. Dirt
7. Nightclubbing
8. I Wanna Be Your Dog

## Formazione
- Iggy Pop - voce
- David Bowie - piano, sintetizzatore (tracce 1, 2, 6, 8)
- Ricky Gardiner - chitarra (1, 2, 6, 8)
- Stacey Heydon - chitarra (3, 4, 5, 7)
- Scott Thurston - chitarra, piano, armonica, sintetizzatore (3, 4, 5, 7)
- Tony Sales - basso
- Hunt Sales - batteria